# 薇奥拉·迈尔斯
薇奥拉·迈尔斯（英語：Viola Myers，1927年6月29日—1993年11月15日），加拿大女子田径运动员，主攻短跑。她曾代表加拿大参加1948年夏季奥林匹克运动会田径比赛，获得女子4×100米接力铜牌。